# 2025 en Côte d'Ivoire
Chronologie de la Côte d'Ivoire
- 2021
- 2022
- 2023
- 2024
- 2025
- 2026
- 2027
- 2028
- 2029

Cet article traite des événements qui se sont produits durant l'année 2025 en Côte d’Ivoire.

## Événements

### Avril
- 21 avril au 4 mai : 44ème édition du festival culturel Popo Carnaval[1].

### Mai
- 1er mai : la ville d’Abidjan débaptise des axes routiers qui ont des noms français[2].

### Octobre
- 25 octobre : élection présidentielle.

### Décembre
- 27 décembre : élections législatives.

## Décès
- 8 avril: Amara Essy, diplomate émérite et ancien ministre d'Etat[3]
- 6 mai : Philippe Cowppli-Bony, Professeur d'Université en médecine, homme politique, ex-président honoraire du PDCI [4].
- 1er  juin : Zoumana Bakayoko, homme d'affaires , homme politique et député[5].
- 6  juin : Éric Didia ( surnommé « Roro »), animateur et présentateur télé[6].

#### L'année 2025 dans le reste du monde
- L'année 2025 dans le monde
- 2025 par pays en Amérique • 2025 au Brésil, 2025 au Canada, 2025 au Québec, 2025 aux États-Unis, 2025 au Mexique
- 2025 en Europe, 2025 dans l'Union européenne • 2025 en Belgique, 2025 en France, 2025 en Italie, 2025 en Suisse
- 2025 en Afrique • 2025 par pays en Asie • 2025 par pays en Océanie, 2025 en Océanie • 2025 en Antarctique
- 2025 aux Nations unies
- Décès en 2025